# Reignier-Ésery
Reignier-Ésery est une commune française située dans le département de la Haute-Savoie, en région Auvergne-Rhône-Alpes. Elle fait partie de l'agglomération transfrontalière du Grand Genève.

## Géographie
Reignier-Ésery se situe entre La Roche-sur-Foron et Annemasse.

### Voies de communications et transports
- Par la route : l'échangeur entre l'A40 et l'A410 est situé à environ 5 km du village tandis que la D2 passe dans le village.
- Par le train : la gare de Reignier, située sur la ligne Aix-les-Bains-Le-Revard - Annemasse.
- Par l'avion : l'aéroport international de Genève

## Urbanisme

### Typologie
Au 1er janvier 2024, Reignier-Ésery est catégorisée petite ville, selon la nouvelle grille communale de densité à sept niveaux définie par l'Insee en 2022.
Elle appartient à l'unité urbaine de Genève (SUI)-Annemasse (partie française), une agglomération internationale regroupant 34  communes, dont elle est une commune de la banlieue,,. Par ailleurs la commune fait partie de l'aire d'attraction de Genève - Annemasse (partie française), dont elle est une commune de la couronne,. Cette aire, qui regroupe 158 communes, est catégorisée dans les aires de 700 000 habitants ou plus (hors Paris),.

### Occupation des sols
L'occupation des sols de la commune, telle qu'elle ressort de la base de données européenne d’occupation biophysique des sols Corine Land Cover (CLC), est marquée par l'importance des territoires agricoles (56,8 % en 2018), en diminution par rapport à 1990 (62,3 %). La répartition détaillée en 2018 est la suivante : 
zones agricoles hétérogènes (31,4 %), forêts (25,7 %), terres arables (23,1 %), zones urbanisées (14,3 %), espaces verts artificialisés, non agricoles (3,1 %), prairies (2,4 %).
L'IGN met par ailleurs à disposition un outil en ligne permettant de comparer l’évolution dans le temps de l’occupation des sols de la commune (ou de territoires à des échelles différentes). Plusieurs époques sont accessibles sous forme de cartes ou photos aériennes : la carte de Cassini (XVIIIe siècle), la carte d'état-major (1820-1866) et la période actuelle (1950 à aujourd'hui).

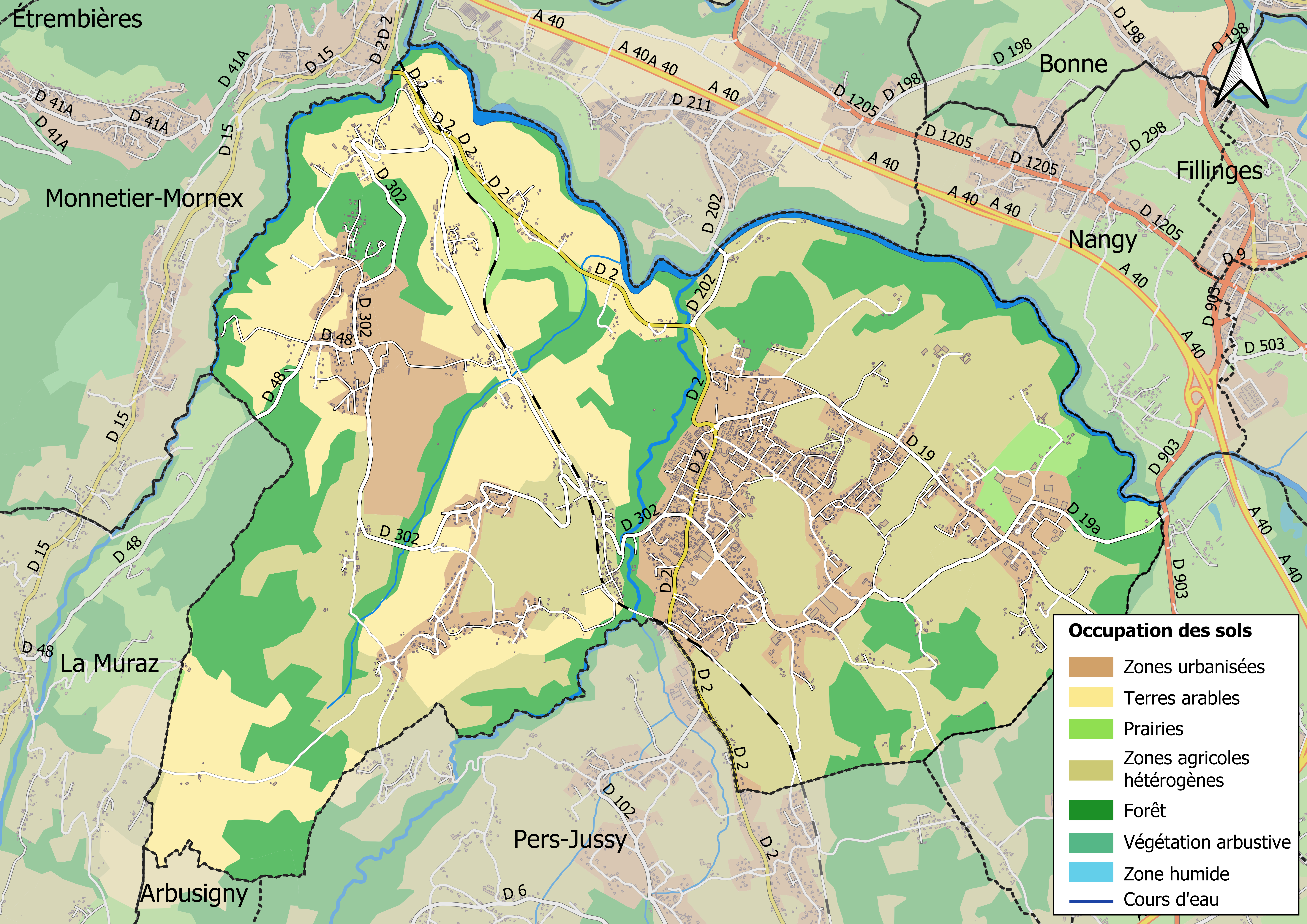
Carte des infrastructures et de l'occupation des sols en 2018 (CLC) de la commune.
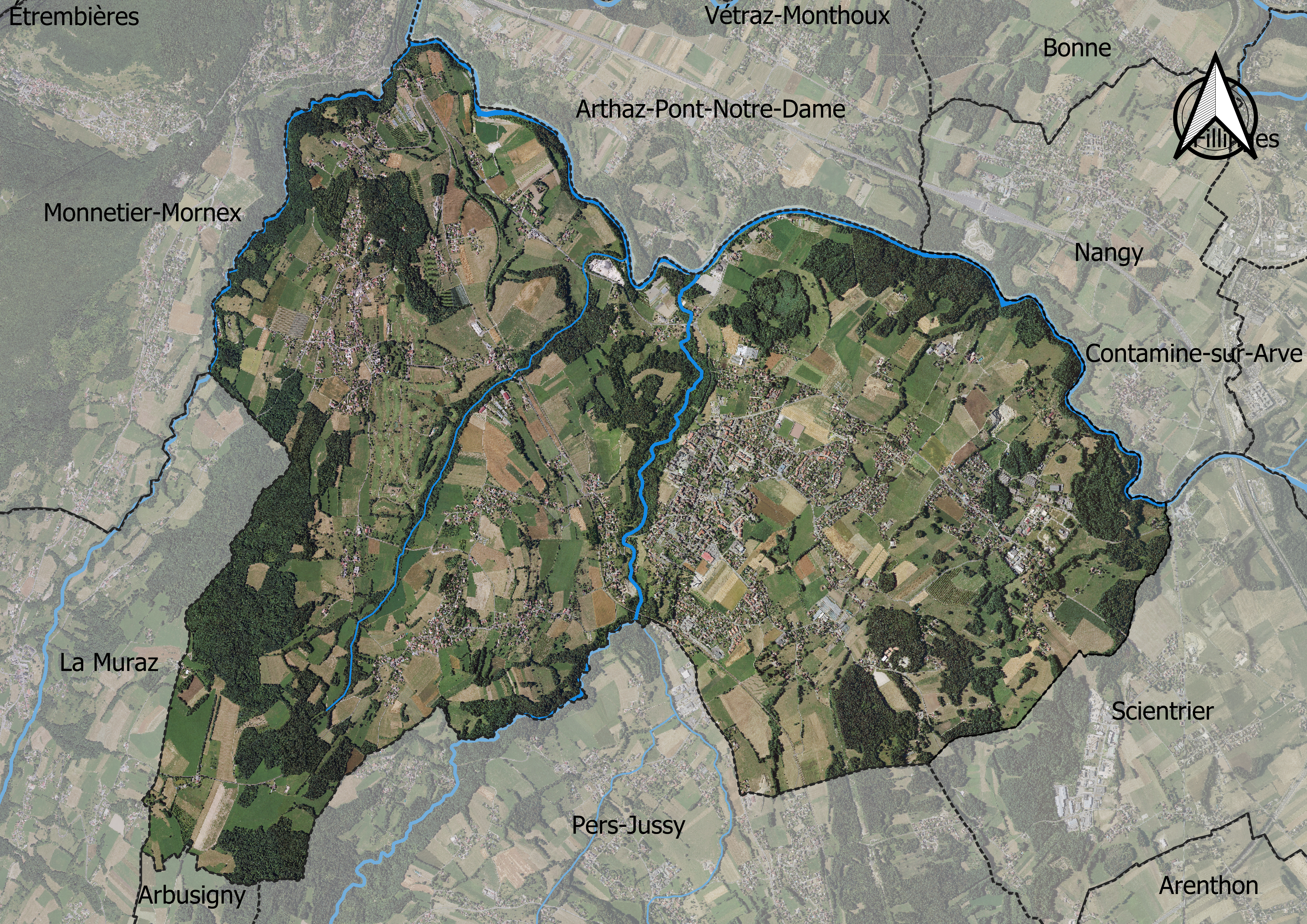
Carte orthophotogrammétrique de la commune.

## Toponymie

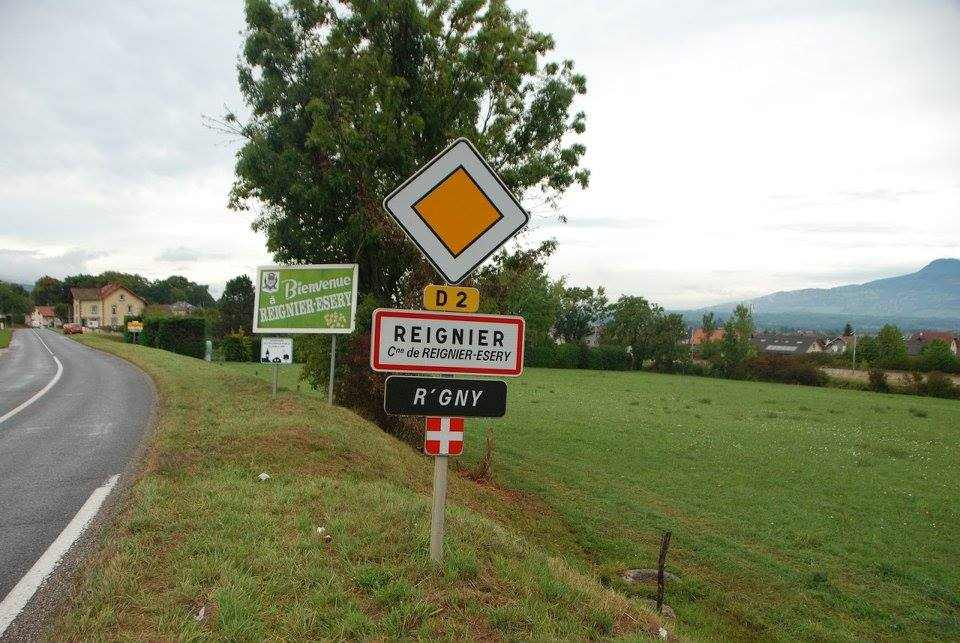
Panneaux d'entrée d'agglomération. Le nom en arpitan a été ajouté en 2015.

Reignier et Ésery sont liées par la convention fusion avec création de communes associées, conformément à la loi du 16 juillet 1971. Cette convention a été validée le 13 janvier 1973 et le 18 janvier 1973 par les maires respectifs d'Ésery et de Reignier.
La commune porte le nom de Reignier-Ésery depuis 1er janvier 2007. Elle portait le nom de Reignier, malgré la fusion depuis le 1er janvier 1974, avec l'ancienne commune d'Ésery.
Le nom de l'ancienne commune de Reignier s'écrit, en francoprovençal, Rnyî (graphie de Conflans) ou Regniér (ORB). Sur les panneaux de signalisation installés aux entrées de la commune, la forme choisie est R'gny.

## Histoire

### Reignier
L’origine très ancienne de Reignier (anciennement Regniacum, ou Reginacum, puis Rignie, Rignier, Regnier, etc.), est attestée par le dolmen de la Pierre aux Fées situé non loin du bourg. Le culte druidique ayant été pratiqué dans la région avant l’occupation romaine et l’évangélisation chrétienne, par des sépultures de l'âge du bronze, ainsi que des vestiges gallo-romains et burgondes. Au cours de la période médiévale, le village de Reignier relève, comme Saint-Romain[Quoi ?], au gouvernement de Faucigny.

### Ésery
Ésery est une petite commune, à flanc de coteau, qui domine la plaine de Reignier. Elle forme autrefois une seigneurie et possédait deux châteaux forts qui se dressent encore auprès de l'église, l'un au nord en contrebas, désigné sous le nom de château d'Ésery, l'autre au midi et sur la butte, appelé château de Sacconay.
Avant 1103, Armann d'Aisery donne l'église d'Ésery au prieur de Saint-Victor.

### Période contemporaine
En 1818, Reignier absorbe l'Eculaz appelé aussi Saint-Romain.
Lors des débats sur l'avenir du duché de Savoie, en 1860, la population est sensible à l'idée d'une union de la partie nord du duché à la Suisse. Une pétition circule dans cette partie du pays (Chablais, Faucigny, Nord du Genevois) et réunit plus de 13 600 signatures, dont 118 pour Les Esserts-Ésery et 257 pour Reignier,. Le duché est réuni à la suite d'un plébiscite organisé les 22 et 23 avril 1860 où 99,8 % des Savoyards répondent « oui » à la question « La Savoie veut-elle être réunie à la France ? ».

## Politique et administration

### Liste des maires
| Période   | Période               | Identité               | Étiquette | Qualité |
| --------- | --------------------- | ---------------------- | --------- | --- |
| juin 1973 | mars 1989             | Joseph Montant         |           | |
| mars 1989 | juin 1995             | Jean Berchet           |           | |
| juin 1995 | mars 2001             | Louis-Noel Chevallier  |           | |
| mars 2001 | juin 2020             | Jean-François Ciclet   | UDI       | Retraité de l'enseignement Premier adjoint au maire (1995 → 2001) |
| juin 2020 | août 2021 (démission) | Christelle Petex-Levet | LR        | Cadre du secteur public Députée de la Haute-Savoie (3e circ.) (2021 → ) Conseillère départementale de La Roche-sur-Foron (2015 → ) Vice-présidente du conseil départemental (2015 → 2021) |
| août 2021 | En cours              | Lucas Pugin            | DVD       | Ingénieur en bâtiment et exploitant agricole, ancien 1er adjoint |

| Période        | Période        | Identité                   | Étiquette    | Qualité |
| -------------- | -------------- | -------------------------- | ------------ | --- |
| décembre 1860  | septembre 1870 | Joseph Delachenal          |              | |
| septembre 1870 | mai 1871       | Claude Gain                |              | |
| mai 1871       | mars 1872      | Claude Maréchal            |              | |
| mars 1872      | mai 1872       | Victor Orsier              |              | |
| mai 1872       | septembre 1878 | François-Joseph Montgellaz | Bonapartiste | Docteur en médecine Conseiller général de Reigner (1861 → 1880)                                                                                      |
| septembre 1878 | février 1881   | Jean-Marie Marquet         |              | |
| février 1881   | mai 1892       | François-Joseph Montgellaz | Bonapartiste | Docteur en médecine Conseiller général de Reigner (1861 → 1880)                                                                                      |
| mai 1892       | 1922           | Émile Goy                  | Rad.         | Docteur en médecine Sénateur de la Haute-Savoie (1910 → 1925) Conseiller général de Reigner (1883 → 1925) Président du conseil général (1920 → 1925) |
| 1922           | 1941           | Édouard Lachat             | Rad.         | Notaire Conseiller général de Reigner (1925 → 1940)                                                                                                  |
| 1944           | 1947           | David Veggia               |              | |
| 1947           | 1949           | Émile Raphoz (1880-1954)   | SFIO         | Artisan et cultivateur-exploitant |
| 1949           | mai 1953       | Guy Zanotti                |              | |
| mai 1953       | mars 1971      | Charles Chappuis           |              | |
| mars 1971      | juin 1973      | Joseph Montant             |              | |

## Population et société

### Démographie
Les habitants de la commune de Reignier sont appelés les Reignerands et les Reignerandes.
L'évolution du nombre d'habitants est connue à travers les recensements de la population effectués dans la commune depuis 1793. Pour les communes de moins de 10 000 habitants, une enquête de recensement portant sur toute la population est réalisée tous les cinq ans, les populations de référence des années intermédiaires étant quant à elles estimées par interpolation ou extrapolation. Pour la commune, le premier recensement exhaustif entrant dans le cadre du nouveau dispositif a été réalisé en 2004.

En 2022, la commune comptait 8 112 habitants, en évolution de +2,39 % par rapport à 2016 (Haute-Savoie : +6,01 %, France hors Mayotte : +2,11 %).
| 1793  | 1800  | 1806  | 1822  | 1838  | 1848  | 1858  | 1861  | 1866  |
| ----- | ----- | ----- | ----- | ----- | ----- | ----- | ----- | ----- |
| 1 015 | 1 138 | 1 146 | 1 355 | 1 709 | 1 922 | 1 820 | 1 772 | 1 814 |

| 1872  | 1876  | 1881  | 1886  | 1891  | 1896  | 1901  | 1906  | 1911  |
| ----- | ----- | ----- | ----- | ----- | ----- | ----- | ----- | ----- |
| 1 728 | 1 760 | 1 887 | 1 854 | 1 824 | 1 793 | 1 796 | 1 703 | 1 693 |

| 1921  | 1926  | 1931  | 1936  | 1946  | 1954  | 1962  | 1968  | 1975  |
| ----- | ----- | ----- | ----- | ----- | ----- | ----- | ----- | ----- |
| 1 691 | 1 785 | 1 749 | 1 843 | 1 750 | 2 168 | 2 326 | 2 299 | 3 152 |

| 1982  | 1990  | 1999  | 2004  | 2006  | 2009  | 2014  | 2019  | 2022  |
| ----- | ----- | ----- | ----- | ----- | ----- | ----- | ----- | ----- |
| 3 652 | 4 067 | 5 269 | 5 777 | 5 924 | 6 589 | 7 366 | 8 072 | 8 112 |

À la suite du dernier recensement effectué par l'INSEE en 2014, il a été établi que la population de la commune s'élève à 7607 habitants.

### Manifestations culturelles et festivités
- Artiste dans la ville - Exposition dans la commune de peintures, sculptures, photographies, dessins... - juin.
- Fête foraine - octobre.
- Foire aux atriaux - octobre.
- La course du Duc d'une distance de 19,580 km qui a lieu tous les cinq ans au mois de décembre pour rejoindre Genève et faire le lien avec la course de l'Escalade.
- Les Rencontres de l'Instant - Festival d'improvisation inter-artistique le 1er week-end de mai[23].

### Médias
- Télévision locale : TV8 Mont-Blanc.

## Culture locale et patrimoine

### Lieux touristiques et monuments

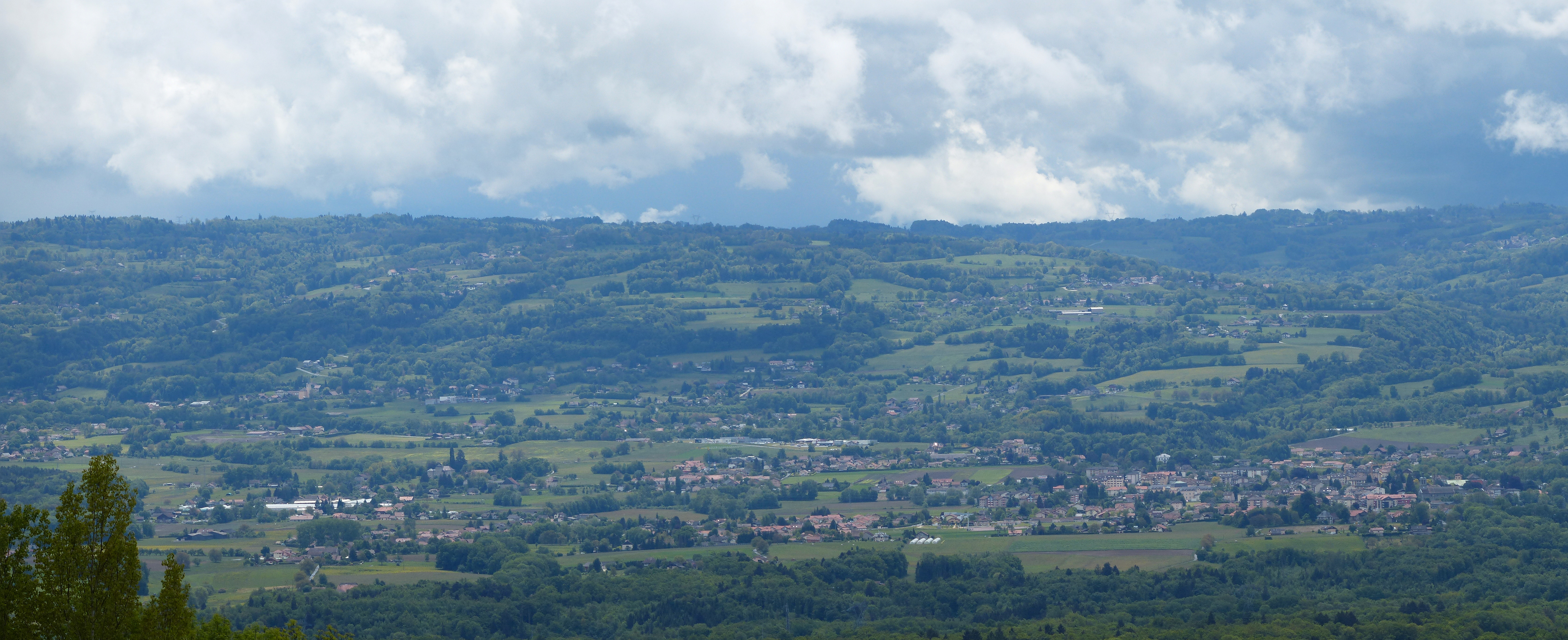
Reignier vu de Lucinges, Haute-Savoie.

- La Pierre aux Fées : dolmen classé au titre des monuments historiques par arrêté du 10 juin 1910[24].

#### les châteaux
- Château de Polinge[25],[26],[27].
- Château de Boringe (Buringium, Buringho) ou de Pont-sur-Arve (XIIe siècle, remanié dans la seconde moitié du XIIIe siècle, abandonné vers le XVIIe siècle)[28],[29], ancienne paroisse de Saint-Romain. Le château est le centre d'une châtellenie[30].
- Château de Villy (1448, château)[31], près des ruines d'un l'ancien châteaufort (XIIe siècle)[32].
- Château de Magny, hameau de Magny, maison forte du XVIe siècle[33],[34].
- Château de Méran (attesté, maison forte).
- Maison forte de Bellecombe (fin du XIIIe siècle, attestée, maison forte)[35], ancienne paroisse de Saint-Romain. Possédée par la famille de Thoyre, elle passe par mariage au Cholex avant de revenir dans la famille de Thoyre[36]. Vers 1753, il passe à la famille Mareschal de la Valdisère, puis au marquis d'Allinges[36].
- Château d'Ésery[37].
- Château de Sacconay[38].

#### les églises
- l'église Saint-Martin de Reignier : mention du premier curé au XIVe siècle. L'ancienne église date peut être de cette période ou serait antérieure. Son clocher étant abîmé il est reconstruit en 1588, puis à nouveau en 1801. Devenue vétuste et moins adapté à la paroisse, celle-ci est détruite en 1860. La nouvelle église était en construction entre 1843 et 1845, selon un plan dit « Halle » d'après Joseph Rouge, curé de Saint-Sigismond, dans un style néoclassique sarde[39].
- l'église Saint-Jean-Baptiste d'Ésery : l'église primitive remonterait au XIe siècle. La première mention d'un curé remonte à 1411. Elle est remaniée au XIXe siècle dans un style néoclassique sarde. En 1964-65, le clocher est restauré. En 1988, l'ensemble de l’église est restaurée[40].

### Personnalités liées à la commune
- Jean François Emmanuel Colomb-d'Arcine (1785-1865), militaire, décédé au château de Magny à Reignier
- Claude de Granier, mort en 1602 au château de Polinge, prince-évêque de Genève (1579-1602).
- Pierre-Joseph Mongellaz (1795-1860), médecin, syndic et député à la Chambre de Turin de 1848 à 1860.

### Héraldique
| Armes de Reignier | Les armes de Reignier se blasonnent ainsi : D'or au chef de gueules chargée d'une couronne du champ. |